# Reinaldo Manoel da Silva
Reinaldo Manoel da Silva (Porto Calvo, 28 de setembro de 1989) é um futebolista brasileiro que atua como lateral-esquerdo. Joga no Mirassol.
Foi eleito o melhor lateral-esquerdo do Campeonato Brasileiro em 2018 e 2019.

## Carreira

### Início
De origem humilde, Reinaldo trabalhava como pedreiro quando decidiu se aventurar no futebol, iniciando sua trajetória no Atlético Sorocaba.

### Penapolense
Revelado pela Penapolense, Reinaldo foi emprestado em 2011 para o Paulista, mas foi só em sua segunda passagem pelo clube, em 2012, que se destacou, marcando três gols no início da temporada.

### Sport
Logo em seguida foi emprestado ao Sport, sendo anunciado no dia 16 de maio de 2012. Pelo clube rubro-negro, Reinaldo disputou 24 partidas no Brasileirão daquele ano, mas não conseguiu evitar o rebaixamento.
O lateral permaneceu no Leão para a temporada 2013 e atuou no Campeonato Pernambucano, mas sua relação com a torcida do Sport andava estremecida. E parte da torcida, insatisfeita com o momento do jogador e do clube, havia lhe alcunhado de "Ruim-Naldo", assim como também utilizaram o mesmo apelido para o volante Rithely (Ruim-Thely). Entretanto, ambos provaram os seus valores no futebol nacional e amadureceram em suas posições. Ao final do seu contrato, em maio, não teve o vínculo renovado e deixou o clube rubro-negro.

### São Paulo

#### 2013
Acertou com o São Paulo no dia 30 maio, assinando um vínculo de empréstimo ao Tricolor até o fim do ano, tendo fixado em contrato a opção de compra de 50% de seus direitos econômicos.
Estreou pelo Tricolor em 29 de junho de 2013, num amistoso que terminou em derrota para o Flamengo por 1–0. Fez sua estreia como titular no clássico Majestoso no dia 28 de julho, no Pacaembu.
Após a excursão realizada pelo time à Europa e ao Japão, entre o final de julho e o início de agosto, Reinaldo foi bem avaliado pelo então técnico Paulo Autuori, que promoveu o atleta à titularidade, em detrimento de Clemente Rodríguez, que chegara ao clube para ser o dono da posição, a ponto de realizar oito jogos em 22 dias com a camisa são-paulina.
Em 25 de agosto, na vitória por 2–1 diante do Fluminense, no Estádio do Morumbi, pelo Brasileirão, coincidentemente a que colocou fim a um jejum de 12 partidas sem vitória do clube na competição, Reinaldo marcou seu primeiro gol com a camisa são-paulina.
Reinaldo se tornou um dos símbolos da reação são-paulina contra o rebaixamento na competição. Em 3 de setembro de 2013, o lateral foi o responsável por assistir Aloísio no gol solitário que, fora de casa, deu a vitória ao clube sobre o Náutico.
Fez seu segundo gol com a camisa Tricolor contra o Cruzeiro, em uma grande vitória em pleno Mineirão, fazendo o segundo tento que decretou o triunfo por 2–0.[carece de fontes?]
No dia 30 de novembro de 2013, após avaliar o jogador e elogiá-lo, o São Paulo comprou 80% dos direitos econômicos do atleta e prorrogou o vínculo com o atleta até o fim de 2017.[carece de fontes?]

#### 2014
Sabendo de sua permanência, Reinaldo prometeu trabalhar mais em 2014 e permanecer na equipe titular, o que não aconteceu, pois o titular absoluto da posição era o uruguaio Álvaro Pereira.[carece de fontes?]

### Ponte Preta
No dia 8 de fevereiro de 2016, foi anunciado um empréstimo de um ano de duração para a Ponte Preta.
No dia 27 de fevereiro de 2016 o tão criticado e vaiado pela torcida do São Paulo, Reinaldo, emprestado para a Ponte Preta no início de fevereiro, o lateral-esquerdo fez o gol da vitória do time do interior sobre o rival tricolor por 1–0 em casa, pela sétima rodada da fase de grupos do Campeonato Paulista.
Teve boas atuações no Brasileirão 2016, e foi um dos destaques da Ponte no campeonato.[carece de fontes?]

### Chapecoense
Em 22 de dezembro de 2016, Reinaldo renovou e foi cedido por um ano para a Chapecoense. Marcou um gol histórico pela Chape, na estreia do time catarinense na Copa Libertadores da América 2017, fazendo gol de falta contra o Zulia. E a Chape venceu por 2–1 fora de casa, e foi a primeira vitória do time na Libertadores. Se tornou um dos jogadores mais importantes da Chape, com boas atuações, chamando sempre a responsabilidade. O ano de 2017 do lateral teve altos e baixos, esteve sempre a disposição e ajudando o time, ganhando até o apelido de ''Kingnaldo'' pela torcida. Na partida contra o Vasco da Gama em São Januário, Reinaldo marcou um golaço por cobertura, garantindo o empate da Chapecoense por 1–1 no Campeonato Brasileiro. Na temporada de 2017 Reinaldo marcou 9 gols e deu 15 assistências, sendo assim o lateral com mais assistências do futebol brasileiro na temporada de 2017.

### Retorno ao São Paulo

#### 2018
Após um grande ano na Chapecoense, retornou ao São Paulo para a temporada de 2018, onde também renovou seu contrato até o fim de 2020. Em 21 de julho, foi o grande destaque ao marcar dois gols na vitória por 3–1 sobre o Corinthians.

#### 2019

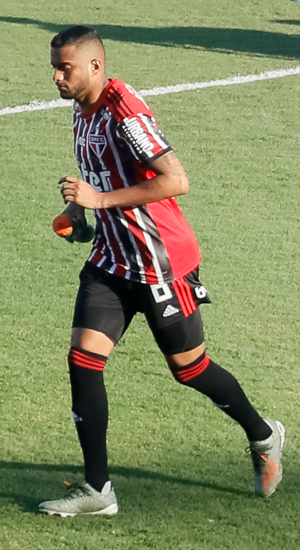
Reinaldo pelo São Paulo em 2019.

Em 2019 Reinaldo passou a ser um dos principais jogadores do Tricolor, aparentando ser muito versátil e decisivo. Ao todo marcou 5 gols em 55 jogos, sendo todos no Brasileirão.

#### 2020
Em 2020 sobre o comando de Fernando Diniz foi titular em praticamente todos os jogos da temporada. Teve grande destaque na ótima fase do time, quando liderava o Brasileiro (o time acabou perdendo a liderança nas rodadas finais) com 8 gols (6 no Campeonato Brasileiro, 1 no Paulistão e 1 na Libertadores) e 11 assistências (6 no Campeonato Brasileiro, 2 no Paulistão, 2 na Libertadores e 1 na Copa do Brasil) em 57 jogos.

#### 2021
A temporada 2021 foi bastante balanceada para o lateral. Reinaldo foi ao decorrer do ano um dos líderes do elenco pelo grande tempo dentro da instituição. A ótima fase do São Paulo no começo da temporada atingiu Reinaldo, que teve boas partidas nos jogos. No Campeonato Paulista marcou 1 gol e deu 3 assistências, sendo premiado no final com o título do campeonato, o primeiro de Reinaldo na história do clube. Além do título o lateral foi coroado o melhor da posição naquela edição. Já na Copa Libertadores fez um gol e deu uma assistência.
Reinaldo ao contrário da temporada anterior foi muitas vezes criticado pela torcida. O jogador chegou até a ser testado como zagueiro pelo técnico Hernán Crespo, porém não foi bem e não agradou os torcedores. Foi algumas vezes na temporada deixado como reserva para o jovem Welington. O lateral não foi bem no Brasileirão e na Copa do Brasil, competições que o São Paulo não atingiu seus objetivos e foi muito mal. O atleta dividia opiniões na torcida, um lado pedia a saída do lateral e o outro pedia sua permanência.
Reinaldo em 2021 disputou 52 jogos, fez 4 gols e deu 11 assistências.

#### 2022
Após alguns jogos começando como banco no Paulistão de 2022, até mesmo sendo considerado o reserva da lateral-esquerda para o agora titular Léo, Reinaldo foi entrando bem em algumas partidas até que em 28 de fevereiro, uma das partidas que entrou como titular, jogou muito bem e marcou de pênalti o primeiro gol do São Paulo na vitória por 2x1 sobre o Água Santa.
Em 13 de março, Reinaldo foi eleito o melhor jogador da vitória são-paulina por 3x0 sobre o Mirassol, pelo Paulistão, após marcar 1 gol e conceder 1 assistência para o gol do argentino Rigoni. Nas ocasiões, Reinaldo cobra um pênalti marcado com cerca de 20 minutos do primeiro tempo com perfeição e abre o marcador para o São Paulo, após isso aos 19 minutos do segundo tempo, Reinaldo disparou pela esquerda e cruzou para Rigoni marcar o segundo gol. Chegou a uma incrível marca de partidas sem perder pênaltis consecutivas, visto que o lateral não perdera uma penalidade desde 25 de setembro de 2019, quando errou contra o Goiás sob o goleiro Tadeu. Desde essa partida, Reinaldo havia, até o momento da partida contra o Mirassol, cobrado 14 pênaltis e sendo preciso em todos os 14.
Em 16 de março, Reinaldo completou 330 jogos pelo São Paulo, se tornando juntamente com Hernanes o 3º jogador com mais partidas pelo clube no século XXI, atrás apenas de Luís Fabiano (com 352 partidas) e Rogério Ceni (com 906 partidas). Na partida, contra o Manaus pela Copa do Brasil, Reinaldo jogou muito bem e deu uma assistência para o gol de Diego Costa, na cobrança de escanteio.
Em 20 de abril, pela 3ª fase da Copa do Brasil, Reinaldo marcou nos minutos finais, de pênalti, o gol de empate do São Paulo contra o Juventude. Na partida, o time gaúcho havia aberto 2x0 no placar, porém com gols de Arboleda e do lateral, o Tricolor buscou o empate.
Em 28 de abril, pela 3ª rodada da fase de grupos da Sul-americana, Reinaldo marcou o gol de desempate e o segundo do São Paulo na vitória por 3x1 sobre o Jorge Wilstermann, na Bolívia. Como todos os seus outros gols na temporada, o lateral marcou de pênalti.
Em 30 de junho, Reinaldo completou 350 jogos pelo São Paulo na vitória por 4x2 sobre a Universidad Católica, válida pelo jogo de ida das oitavas da Copa Sul-americana, no Chile. Reinaldo marcou, mais uma vez de pênalti, o primeiro gol do São Paulo no jogo.
Em 23 de outubro, Reinaldo fez os dois gols da vitória do São Paulo por 2–1 frente ao Juventude fora de casa. Com isso, chegou a 32 gols marcados pelo clube, tornando-se o lateral-esquerdo com mais gols na história tricolor.
Reinaldo fechou o ano de 22 com o São Paulo jogando 55 vezes e anotando oito gols, além de ser vice-campeão Paulista e da Copa Sul- Americana.
Em 15 de novembro, o São Paulo anunciou sua saída, após oito temporadas. Com a camisa tricolor, disputou 375 partidas e anotou 32 gols.

### Grêmio

#### 2023
Em 7 de dezembro de 2022, assinou por duas temporadas com o Grêmio. Reinaldo estreou no jogo em que o Grêmio venceu o Caxias de virada em 21 de janeiro, pela abertura do Campeonato Gaúcho, no estádio Centenário. Em 9 de fevereiro, Reinaldo fez seu primeiro gol com a camisa tricolor pelo Campeonato Gaúcho, o Grêmio enfrentou o Juventude, pela 6ª rodada, no estádio Alfredo Jaconi, e venceu por 3 a 2.

#### 2024
Em 2024, Reinaldo foi um dos homens de confiança do treinador Renato Portaluppi.  Ele não realizou uma boa temporada, sendo responsabilizado por gols sofridos pela equipe por boa parte dos torcedores. “King Naldo” também deixou a desejar ofensivamente. Reinaldo foi titular do Grêmio na maior parte de 2024, onde fez 46 jogos (45 como titular) 6 gols e 9 assistências.  Reinaldo encerrou sua passagem pelo Grêmio onde chegou no início de 2023. Desde então, disputou 95 partidas, nas quais marcou nove gols e distribuiu dez assistências, foram 50 vitórias, 20 empates e 25 derrotas, e conquistou três título: dois Campeonatos Gaúchos (2023 e 2024) e a Recopa Gaúcha (2023).

### Mirassol
No dia 6 de janeiro de 2025, o Mirassol anunciou a contratação de Reinaldo. O jogador assinou contrato válido por uma temporada para a disputa do Paulistão e do Brasileirão. Reinaldo fez sua estreia com a camisa do Leão no dia 16 de janeiro, na derrota diante do Santos, na Vila Belmiro, por 2 a 1, pela primeira rodada do Paulistão. Reinaldo começou no banco e entrou no segundo tempo, no lugar de Zeca. No dia 23 de janeiro, marcou seu primeiro gol com a camisa do Mirassol, na vitória por 2 a 1 diante do São Bernardo, no Estádio 1.º de Maio, pela terceira rodada do Paulistão. Além do gol, Reinaldo anotou também uma assistência.

## Estatísticas
Até 8 de dezembro de 2024.
| Clube       | Temporada | Campeonato Nacional | Campeonato Nacional | Copa Nacional | Copa Nacional | Competição Internacional¹ | Competição Internacional¹ | Campeonato Estadual | Campeonato Estadual | Outros Torneios² | Outros Torneios² | Total | Total | Total |
| Clube       | Temporada | Jogos               | Gols                | Jogos         | Gols          | Jogos                     | Gols                      | Jogos               | Gols                | Jogos            | Gols             | Jogos | Gols  |       |
| ----------- | --------- | ------------------- | ------------------- | ------------- | ------------- | ------------------------- | ------------------------- | ------------------- | ------------------- | ---------------- | ---------------- | ----- | ----- | ----- |
| São Paulo   | 2013      | 26                  | 2                   | 0             | 0             | 5                         | 0                         | 0                   | 0                   | 6                | 0                | 37    | 2     |       |
| São Paulo   | 2014      | 17                  | 1                   | 0             | 0             | 1                         | 0                         | 6                   | 0                   | 0                | 0                | 24    | 1     |       |
| São Paulo   | 2015      | 23                  | 1                   | 5             | 0             | 7                         | 1                         | 9                   | 0                   | 2                | 0                | 46    | 2     |       |
| São Paulo   | 2018      | 31                  | 2                   | 3             | 0             | 4                         | 0                         | 10                  | 1                   | 0                | 0                | 48    | 3     |       |
| São Paulo   | 2019      | 35                  | 5                   | 1             | 0             | 2                         | 0                         | 15                  | 1                   | 2                | 0                | 55    | 5     |       |
| São Paulo   | 2020      | 35                  | 6                   | 5             | 0             | 7                         | 1                         | 10                  | 1                   | 0                | 0                | 57    | 8     |       |
| São Paulo   | 2021      | 30                  | 2                   | 5             | 0             | 5                         | 1                         | 12                  | 1                   | 0                | 0                | 52    | 4     |       |
| São Paulo   | 2022      | 28                  | 3                   | 8             | 1             | 10                        | 2                         | 10                  | 2                   | 0                | 0                | 56    | 8     |       |
| São Paulo   | Total     | 225                 | 22                  | 27            | 1             | 41                        | 5                         | 67                  | 6                   | 10               | 0                | 375   | 32    |       |
| Ponte Preta | 2016      | 32                  | 2                   | 7             | 0             | 0                         | 0                         | 12                  | 2                   | 0                | 0                | 51    | 4     |       |
| Ponte Preta | Total     | 32                  | 2                   | 7             | 0             | 0                         | 0                         | 12                  | 2                   | 0                | 0                | 51    | 4     |       |
| Chapecoense | 2017      | 34                  | 5                   | 1             | 0             | 10                        | 3                         | 18                  | 1                   | 2                | 0                | 65    | 9     |       |
| Chapecoense | Total     | 34                  | 5                   | 1             | 0             | 10                        | 3                         | 18                  | 1                   | 2                | 0                | 65    | 9     |       |
| Grêmio      | 2023      | 30                  | 2                   | 8             | 0             | 0                         | 0                         | 10                  | 1                   | 1                | 0                | 49    | 3     |       |
| Grêmio      | 2024      | 29                  | 3                   | 2             | 0             | 5                         | 2                         | 10                  | 1                   | 0                | 0                | 46    | 6     |       |
| Grêmio      | Total     | 59                  | 5                   | 10            | 0             | 5                         | 2                         | 20                  | 2                   | 1                | 0                | 95    | 9     |       |

¹Em competições continentais, incluindo jogos e gols da Copa Sul-Americana e Recopa Sul-Americana.

²Em outros, incluindo jogos e gols em amistosos, Copa Audi, Eusébio Cup, Copa Suruga Bank, Super Series, Primeira Liga, Florida Cup e Recopa Gaúcha.

## Títulos
Penapolense
- Campeonato Paulista - Série A3: 2011

Paulista
- Copa Paulista: 2011

São Paulo
- Campeonato Paulista: 2021

Chapecoense
- Campeonato Catarinense: 2017

Grêmio
- Recopa Gaúcha: 2023
- Campeonato Gaúcho: 2023[48] e 2024

## Prêmios Individuais
Chapecoense
- Melhor Lateral Esquerdo do Campeonato Catarinense: 2017

São Paulo
- Troféu Mesa Redonda - Melhor Lateral Esquerdo do Campeonato Brasileiro: 2018 e 2019[49][50]
- Seleção do Campeonato Paulista: 2021